# داني هاتشينز
داني هاتشينز (بالإنجليزية: Danny Hutchins)‏ هو لاعب كرة قدم بريطاني، ولد في 23 سبتمبر 1989 في Northolt ‏ في المملكة المتحدة. لعب مع توتنهام هوتسبير ويوفل تاون.

## وصلات خارجية
- داني هاتشينز على موقع قاعدة بيانات كرة القدم.إي يو (الإنجليزية)
- داني هاتشينز على موقع Soccerbase.com (لاعب) (الإنجليزية)